# انتقادات الأمم المتحدة
تعرضت الأمم المتحدة للانتقادات لأسباب متنوعة، بما في ذلك سياساتها، وأيديولوجيتها، والمساواة في التمثيل، والإدارة، والقدرة على تنفيذ الأحكام، والتحيز الأيديولوجي.
تشمل نقاط النقد التي يتم الاستشهاد بها في كثير من الأحيان ما يلي: الافتقار الملحوظ للقدرة التأثيرية للهيئة (بما في ذلك الافتقار التام للقدرة التأثيرية فيما يتعلق بالتدابير الوقائية وخفض تصعيد النزاعات القائمة التي تنوعت بين النزاعات الاجتماعية والحروب الشاملة)، ومعاداة السامية، وسياسة التسوية، والتواطؤ، وتعزيز العولمة، والبطالة، وإساءة استخدام السلطة من قبل الدول التي تمارس سيطرة عامة على الجمعية، والفساد، واختلاس الموارد.
وينظر إلى عدد من القرارات التي اتخذتها الأمم المتحدة على أنها إخفاقات في منع نشوب الصراعات المسلحة وتنفيذ ميثاق الأمم المتحدة.

## الانتقادات الفلسفية والأخلاقية

### النسبية الأخلاقية
في عام 2004، نشر السفير الإسرائيلي السابق لدى الأمم المتحدة دوري غولد كتابًا بعنوان برج الثرثرة: كيف غذت الأمم المتحدة الفوضى العالمية. انتقد الكتاب النسبية الأخلاقية للمنظمة في مواجهة الإبادة الجماعية والإرهاب (والدعم العرضي لها)، التي توجد بين وضوحها الأخلاقي عند بداية فترة تأسيسها ويومنا هذا. في الحين الذي اقتصرت فيه الأمم المتحدة خلال فترة تأسيسها على الدول التي أعلنت الحرب على واحدة على الأقل من قوى المحور في الحرب العالمية الثانية، والتي كانت قادرة على اتخاذ موقف ضد الحرب، فإن الأمم المتحدة الحالية، وفقًا لغولد، أصبحت مخففة لدرجة أن 75 دولة فقط من أصل 184 دولة عضو خلال وقت نشر الكتاب «كانت ديمقراطيات حرة، وفقًا لمنظمة بيت الحرية». وادعى كذلك أنه كان لذلك تأثير في قلب موازين الأمم المتحدة بحيث أصبحت المنظمة ككل مستجيبة أكثر لمتطلبات الديكتاتوريات.
قررت الجمعية العامة للأمم المتحدة الوقوف دقيقة صمت تكريمًا للديكتاتور الكوري الشمالي كيم جونغ إيل بعد وفاته في عام 2011. وانتقد دبلوماسيون غربيون القرار. وقال مسؤول في بعثة الأمم المتحدة في جمهورية التشيك إن التشيك لم يطلبوا دقيقة صمت مماثلة لفيتشكلاف هافيل، الكاتب المسرحي الذي تحول إلى انفصالي والذي توفي بعد يوم من وفاة كيم.

### تهديد السيادة الوطنية
زعم بعض منتقدي الأمم المتحدة أنها تهدد السيادة الوطنية وتعزز العولمة:
- في الولايات المتحدة، كانت جمعية جون بيرش من أوائل المعارضين للأمم المتحدة. كان أحد الأنشطة العامة الأولى للجمعية هو حملة «اطردوا الولايات المتحدة!» (من عضوية الأمم المتحدة)، والتي زعمت في عام 1959 أن «الطبيعة الحقيقية للأمم المتحدة هي بناء حكومة عالمية واحدة».[4] في السنوات اللاحقة، واصلت جي بي إس حملتها ضد عضوية الولايات المتحدة في الأمم المتحدة.[5][6]
- انتقد شارل ديغول رئيس فرنسا الأمم المتحدة، وأطلق عليها اسم «الآلة». لم يكن مقتنعًا بأن تحالفًا أمنيًا عالميًا سيساعد في الحفاظ على السلام العالمي، مفضلًا معاهدات الدفاع المباشر بين الدول.[7]
- تم طرح قانون استعادة السيادة الأمريكية عدة مرات في كونغرس الولايات المتحدة. كان للقانون في عامه الأول 54 مؤيد في مجلس النواب.[8] وضع نسخة 2007 من مشروع القانون (قانون استعادة السيادة الأمريكية 1146) ممثل الولايات المتحدة رون بول، الجمهوري عن المنطقة 14 من تكساس، لتفعيل انسحاب الولايات المتحدة من الأمم المتحدة.[9] تلغي هذه النسخة العديد من القوانين المتعلقة بالأمم المتحدة، وتنهي التفويض بإنفاق الأموال عليها، وتنهي وجود الأمم المتحدة على الأراضي الأمريكية، وتسحب الحصانة الدبلوماسية لموظفي الأمم المتحدة. وتمنح الولايات المتحدة عامين تقريبًا للانسحاب. استشهدت مجلة ييل لو جورنال بهذا القانون كدليل على أن «شكاوى الولايات المتحدة ضد الأمم المتحدة قد تكثفت».[10] قدم ريب أحدث نسخة، اعتبارًا من عام 2022، وهو القانون 7806 لاستعادة السيادة الأمريكية. مايك د. روجرز.[11]
- اقترح المشرعون الأمريكيون تشريعًا لمنع العديد من برامج الأمم المتحدة التي تعتبر مهددة للسيادة الأمريكية.[12] في عام 2023، سنت ولاية تينيسي تشريعًا لمنع تنفيذ البرامج «التي تقرها الأمم المتحدة أو كيان فرعي تابع لها أو يمكن أن تتبع لها»، بما في ذلك جدول أعمال القرن 21 وجدول أعمال 2030.[13][14]

### مناقشات حول تحديد النسل والإجهاض
اتهم نشطاء محافظون أمريكيون صندوق الأمم المتحدة للسكان بتقديم الدعم للبرامج الحكومية التي شجعت عمليات الإجهاض الإجباري والتعقيم القسري. ردًا على هذه الادعاءات، أقر الكونجرس الأمريكي تعديل كيمب كاستن في عام 1985 لتمكين الرئيس من منع تمويل الولايات المتحدة للبرامج التي يعتبرها الرئيس تشمل «الإجهاض القسري أو التعقيم غير الاختياري». منذ إقراره، حجب جميع الرؤساء الجمهوريين (ريغان، إتش دبليو بوش، دبليو بوش، وترامب) التمويل عن صندوق الأمم المتحدة للسكان – وهي سياسة تعرف باسم سياسة مكسيكو سيتي.
قدم صندوق الأمم المتحدة للسكان المساعدة لبرنامج تحديد النسل في بيرو في عام 1990، وخلال هذه الفترة تم اكتشاف أن البرنامج البيروفي كان يعمل في تنفيذ عمليات التعقيم القسري. لم يتم اكتشاف تورط صندوق الأمم المتحدة للسكان بشكل مباشر في الفضيحة، لكنه استمر في تمويل برنامج تحديد النسل والعمل معه بعد أن أصبحت الانتهاكات علنية. لعبت القضية دورًا في قرار إدارة بوش في عام 2002 بقطع التمويل عن المنظمة.

## انتقادات إدارية

### دور دول النخبة
كانت هناك انتقادات بأن الأعضاء الخمسة الدائمين في مجلس الأمن التابع للأمم المتحدة (الصين وفرنسا وروسيا والمملكة المتحدة والولايات المتحدة)، وجميعها من القوى النووية، قد أنشأوا ناديًا نوويًا حصريًا لا تخضع سلطاته للرقابة. على عكس الجمعية العامة، لا يتمتع مجلس الأمن التابع للأمم المتحدة بتمثيل دولي حقيقي. وقد أدى ذلك إلى اتهامات بأن مجلس الأمن لا يعالج سوى المصالح الاستراتيجية والدوافع السياسية للأعضاء الدائمين، وخاصة في التدخلات الإنسانية: على سبيل المثال، حماية الكويتيين الأغنياء بالنفط في عام 1991، ولكن حماية الروانديين الفقراء في الموارد في عام 1994 كانت ضعيفة.

### العضوية في مجلس الأمن الدولي
من الممكن انتخاب أي بلد لفترة مؤقتة في مجلس الأمن، لكن المنتقدين أشاروا إلى أن هذا غير كاف. بدلًا من ذلك، يقولون إنه ينبغي توسيع عدد الأعضاء الدائمين ليشمل الدول غير الحائزة للأسلحة النووية، من شأن ذلك إضفاء الطابع الديمقراطي على المنظمة. ما تزال دول أخرى تدعو إلى إلغاء مفهوم الاستمرارية تمامًا؛ في ظل حكومة بول مارتن، وقد دافعت كندا عن هذا النهج. يعود أحد الانتقادات الرئيسية إلى الرئيس التركي رجب طيب إردوغان. وقد أعرب عن اعتراضه على نظام العضوية الدائمة في مجلس الأمن الدولي بجملة «العالم أكبر من خمسة» في الجمعية العامة للأمم المتحدة.

### حق الفيتو
يشمل أحد الانتقادات الأخرى لمجلس الأمن حق الفيتو الذي يتمتع به الأعضاء الخمسة الدائمون. وفي الوضع الراهن له، يمكن لحق النقض من جانب أي من الأعضاء الدائمين أن يوقف أي إجراء ممكن قد يتخذه المجلس. قد يؤدي اعتراض بلد واحد منها، يختلف عن آراء غالبية البلدان، إلى شل أي استجابة مسلحة أو دبلوماسية محتملة للأمم المتحدة على أزمة ما. بصفتها جزءًا من الاتحاد السوفيتي، استخدمت روسيا حق النقض ضد 90 قرارًا بين عامي 1949 و1991. منذ يوليو 2019، استخدم اتحاد الجمهوريات الاشتراكية السوفياتية وروسيا حق النقض 141 مرة، والولايات المتحدة 83 مرة، والمملكة المتحدة 32 مرة، وفرنسا 18 مرة، والصين 14 مرة. أشار جون ج. ميرشايمر إلى أنه «منذ عام 1982، استخدمت الولايات المتحدة حق النقض ضد 32 قرار لمجلس الأمن ينتقد إسرائيل، أي أكثر من العدد الإجمالي لحق النقض الذي أدلى به جميع أعضاء مجلس الأمن الآخرين». وبما أن المجموعات الإقليمية هي من تقترح مرشحي مجلس الأمن، فإن جامعة الدول العربية وحلفاءها عادة ما يتم تضمينهم، لكن إسرائيل، التي انضمت إلى الأمم المتحدة في عام 1949، لم يتم انتخابها أبدًا لعضوية مجلس الأمن. أدان المجلس إسرائيل مرارًا وتكرارًا، لكنه لم ينجح أبدًا في إقرار أي إجراءات تدخلية مهمة ضد البلاد، خاصة المتعلقة بدوره في الصراع الإسرائيلي الفلسطيني. من ناحية أخرى، يؤكد النقاد أنه في حين أن إسرائيل لديها الولايات المتحدة التي تعتمد عليها في استخدام حق النقض ضد أي تشريع ذي صلة ضدها، فإن الفلسطينيين يفتقرون إلى أي سلطة من هذا القبيل. وبصرف النظر عن الولايات المتحدة، استخدمت روسيا حق النقض ضد العديد من القرارات، لا سيما محاولات فرض عقوبات على سوريا خلال الحرب الأهلية السورية وإدانة ضم روسيا لشبه جزيرة القرم في عام 2014. في حالة الأخير، نقض الفيتو الروسي لوحده الأصوات الثلاثة عشر الأخرى المؤيدة للإدانة. استخدمت روسيا حق النقض ضد قرار للأمم المتحدة يدين إسقاط الاتحاد السوفيتي لرحلة الخطوط الجوية الكورية 007 في عام 1983. واعتُبر حق النقض تهديدًا لحقوق الإنسان، حيث زعمت منظمة العفو الدولية أن الأعضاء الخمسة الدائمين استخدموا حق النقض «لدعم مصلحتهم السياسية أو مصالحهم الجيوسياسية فوق مصلحة حماية المدنيين». واعتبارًا من عام 2014، اقترحت منظمة العفو الدولية أن الحل يجب أن يشمل تنازل الأعضاء الخمسة الدائمين عن حق النقض بشأن قضايا الإبادة الجماعية. ويرى البعض أن حقيقة اقتصار حق النقض على الدول الخمس الدائمة العضوية هو أمر غير مناسب للعصر وغير عادل، باعتبار إلى أن الأمم المتحدة تهدف إلى تمثيل جميع دولها الأعضاء بشكل متساوي. وبصرف النظر عن الانتقادات الموجهة إلى طابعه المتحيز، أشار آخرون إلى أن حق النقض يجعل من الصعب على مجلس الأمن حل القضايا. قال الرئيس الأوكراني بيترو بوروشينكو، أثناء مخاطبته الجمعية العامة للأمم المتحدة بشأن الضم الروسي لشبه جزيرة القرم، فيما يتعلق بعدم كفاءة حق النقض، ما يلي: «في كل بلد ديمقراطي، إذا سرق شخص ما ممتلكاتك، فستعيد محكمة مستقلة العدالة، من أجل حماية حقوقك، ومعاقبة الجاني. ومع ذلك، يجب أن نعترف بأن منظمتنا في القرن الحادي والعشرين تفتقر إلى أداة فعالة لتقديم بلد معتدٍ إلى العدالة، سرق أراضي دولة أخرى ذات سيادة».